# Foxborough
Foxborough é uma cidade localizada em Norfolk County, Massachusetts, Estados Unidos da América, a aproximadamente 22 milhas (35,2 km) do sudoeste de Boston e 18 milhas (28,8 km) a nordeste de Providence, Rhode Island. Sua população gira em torno de 16.246 habitantes, de acordo com o Censo americano de 2000. A cidade é mais conhecida por abrigar o Gillette Stadium, casa do New England Patriots, time da National Football League (NFL), e do New England Revolution, da Major League Soccer (MLS). "Foxborough" é o nome oficial da cidade, embora a abreviação "Foxboro" seja frequentemente usada.